# Cory Jane
Pour les articles homonymes, voir Jane.

a Compétitions nationales et continentales officielles uniquement.

b Matchs officiels uniquement.
Dernière mise à jour le 22 novembre 2018.
Cory Steven Jane, né le 8 février 1983 à Lower Hutt (Nouvelle-Zélande), est un joueur international néo-zélandais de rugby à XV. Il évolue aux postes d'arrière ou d'ailier.
Il joue pour les All Blacks entre 2008 et 2014.

## Carrière
Il joue avec l'équipe de la province de Wellington et en Super 14 avec les Hurricanes.
Pour son premier test avec les All Blacks, il affronte l'Australie à Hong Kong le 1er novembre 2008 pour une victoire 19-14. Il dispute en 2009 le Tri-nations.
Avec les Kiwis, il dispute une Coupe du monde en 2011. Il participe à trois éditions du Tri-nations en 2009, 2010, 2011 et à deux éditions du The Rugby Championship en 2012 et 2014.

## Palmarès

### En club
- Finaliste du National Provincial Championship en 2006 avec Wellington.
- Vainqueur du Super Rugby en 2016 avec les Hurricanes.

### En équipe nationale
- Vainqueur du Tri-nations/Rugby Championship en 2010, 2012 et 2014 avec l'équipe de Nouvelle-Zélande.
- Vainqueur de la Coupe du monde en 2011 avec l'équipe de Nouvelle-Zélande.

## Statistiques en équipe nationale
De 2008 à 2014, Cory Jane compte 53 sélections depuis sa premiàre sélection avec les All-Blacks le 1er novembre 2008, inscrivant 90 points, soit 18 essais.